# Åbo Aktiebank

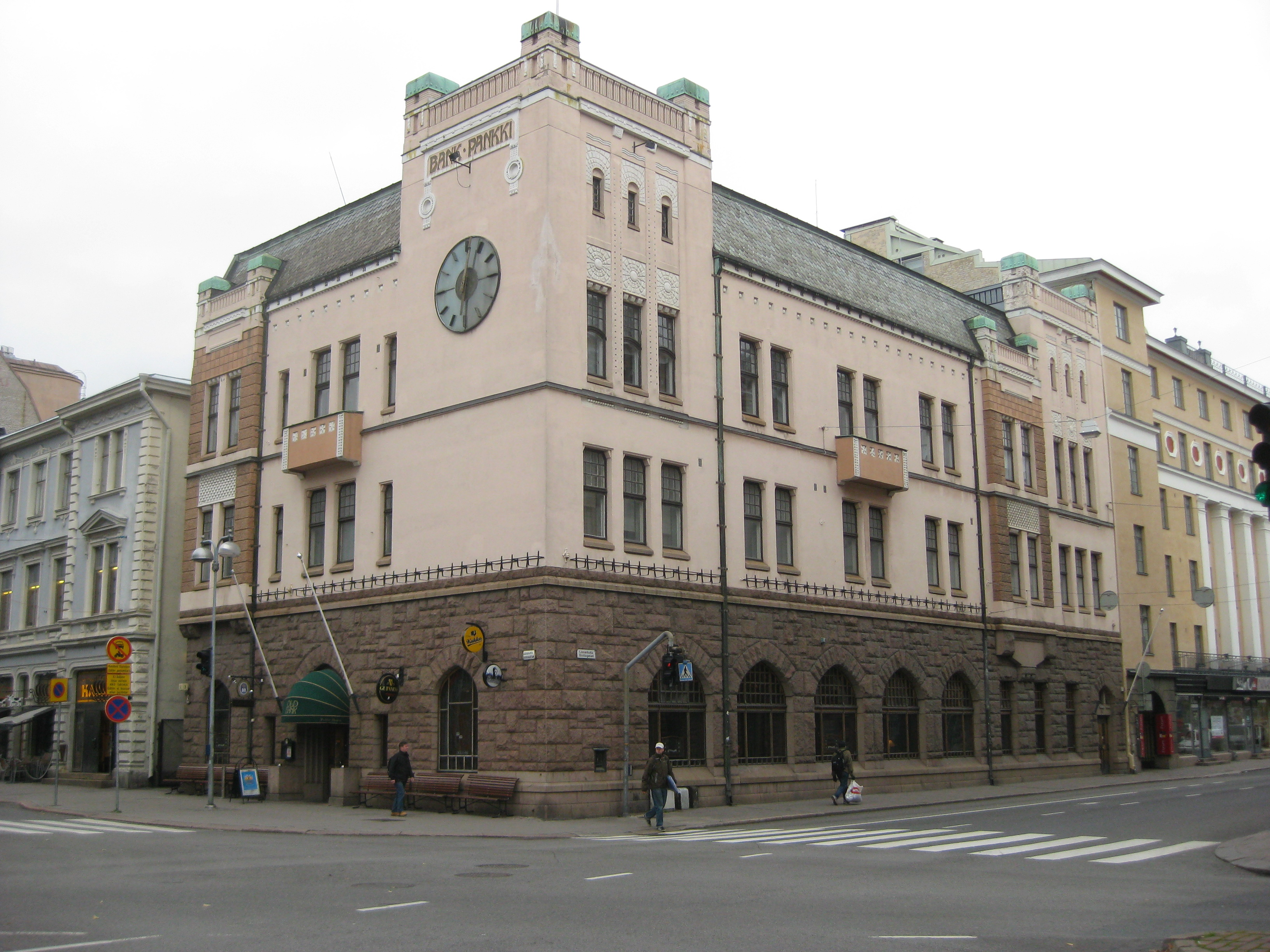
Åbo Aktiebank.

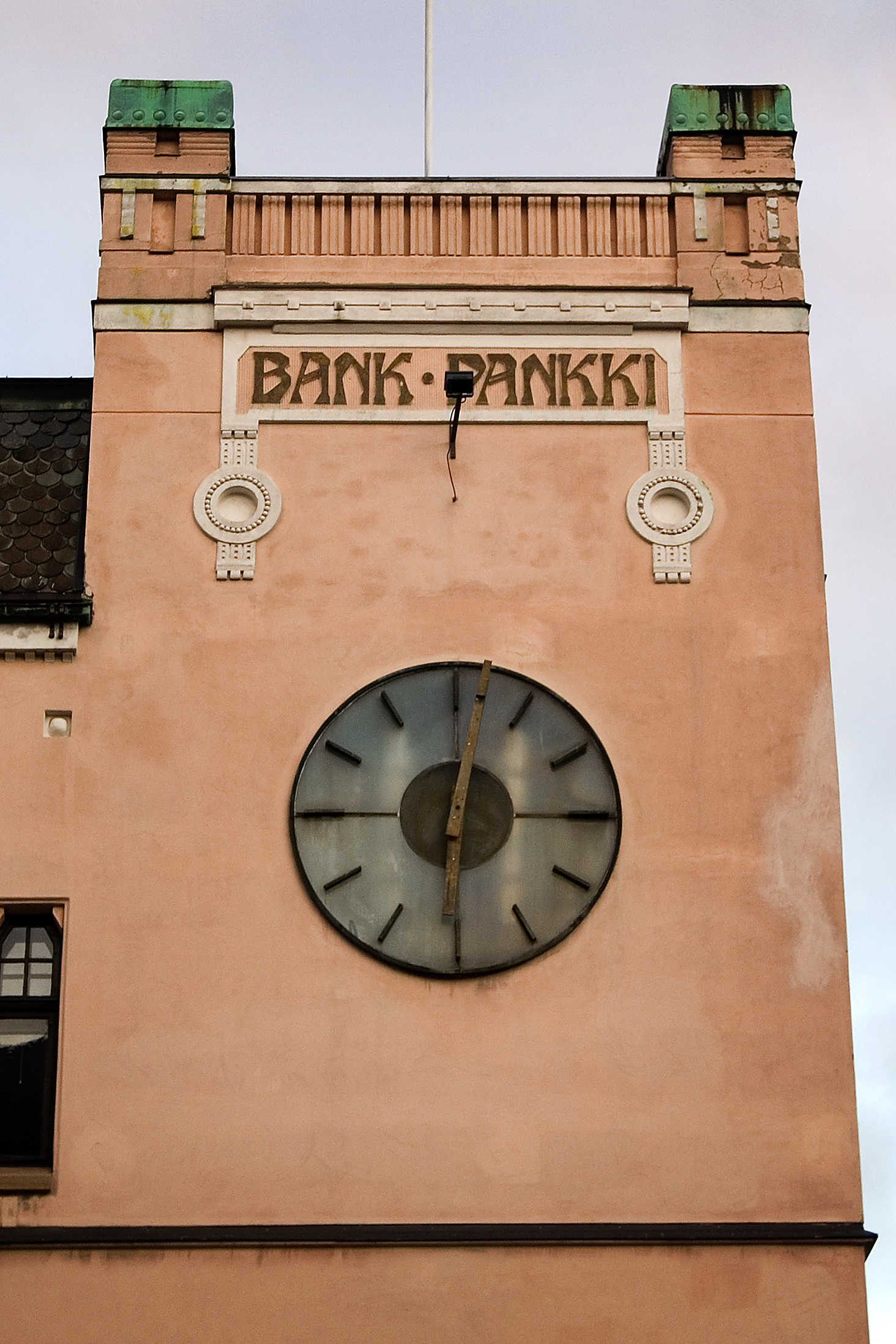
Åbo Aktiebanks karakteristiska hörntorn.

Åbo Aktiebank var en finländsk affärsbank. Banken grundades 1896 i Åbo av bland annat familjen Rettig och bröderna Ernst och Magnus Dahlström. I början verkade banken i det så kallade Edgrenska huset på Auragatan, men flyttade år 1907 till dess nya huvudkontor i jugendstil i hörnet av Auragatan och Slottsgatan. År 1919 hade banken sju filialkontor med depositioner på totalt över 87 miljoner finska mark. 
1920 slogs Åbo Aktiebank, Landtmannabanken från Helsingfors och Wasa Aktie Bank från Vasa ihop till Unionbanken. Unionbanken blev en del av Helsingfors Aktiebank under 1930-talet och Helsingfors Aktiebank blev en del av Föreningsbanken 1986.

## Bankhuset
Bankhuset i hörnet av Auragatan och Slottsgatan gjordes efter ritningar av åboarkitekten Frithiof Strandell. Huset ansågs vid dess färdigställande representera den nya tidens banklokaler, bland annat var huset ett av de första i Åbo med vattenklosett. Bottenvåningen är täckt av natursten, medan de övriga våningarnas fasader är rappade. Byggnaden anses av många vara ett av Strandells vackraste hus med ett väldigt unikt utseende tack vare bland annat hörntornet, de små fönstren samt de dekorativa ornamenten i fasaden. I likhet med många av Strandells övriga byggnader, stod Willy Baer för en stor del av dessa dekorationer. 
I dag verkar bland annat puben Old Bank i den gamla bankbyggnaden. 